# Bi (Familienname)
Bi  ist ein chinesischer Familienname. Die Transkription steht u. a. für folgende chinesischen Schriftzeichen:
- 畢 / 毕

Die Transkription nach dem System Wade-Giles ist Pi.

## Bekannte Namensträger (畢)
- Bi Feiyu (畢飛宇 / 毕飞宇,  Bì Fēiyŭ,  Pi Fei-yŭ) (* 1964), chinesischer Schriftsteller
- Bi Kun (* 1995), chinesischer Windsurfer
- Bi Sheng (畢昇 / 毕升,  Bì Shēng,  Pi Sheng) († 1052), Erfinder einer Methode des Drucks mit beweglichen Lettern
- Bi Wenjing (* 1981), chinesische Turnerin
- Bi Yan (* 1984), chinesische Fußballspielerin
- Bi Yuan (zh|v=毕沅|t=畢沅 1730–1797), konfuzianischer Gelehrter und Philologe
- Bi Zhong (* 1968), chinesischer Hammerwerfer

sowie
- Kenneth Bi (畢國智,  Bì Guózhì), Autor, Regisseur und Schauspieler in Kanada und Hongkong

## Sonstige Namensträger (Bi)
- Eric Tié Bi (* 1990), ivorisch-französischer Fußballspieler
- Franz Bi (1899–1968), deutscher Architekt und Filmarchitekt